# Ormes-et-Ville
Pour les articles homonymes, voir Ormes.
Ormes-et-Ville est une commune française située dans le département de Meurthe-et-Moselle, en région Grand Est.

## Géographie
|                         | Lemainville    | Benney         |
| Gerbécourt-et-Haplemont | Ormes-et-Ville | Saint-Remimont |
| Haroué                  |                | Crantenoy      |

### Hydrographie
La commune est dans le bassin versant du Rhin au sein du bassin Rhin-Meuse. Elle est drainée par le Madon, le ruisseau de l'Embanie et le ruisseau du Bas de la Grange,.
Le Madon, d'une longueur de 97 km, prend sa source dans la commune de Vioménil et se jette  dans la Moselle à Pont-Saint-Vincent, après avoir traversé 47 communes. 

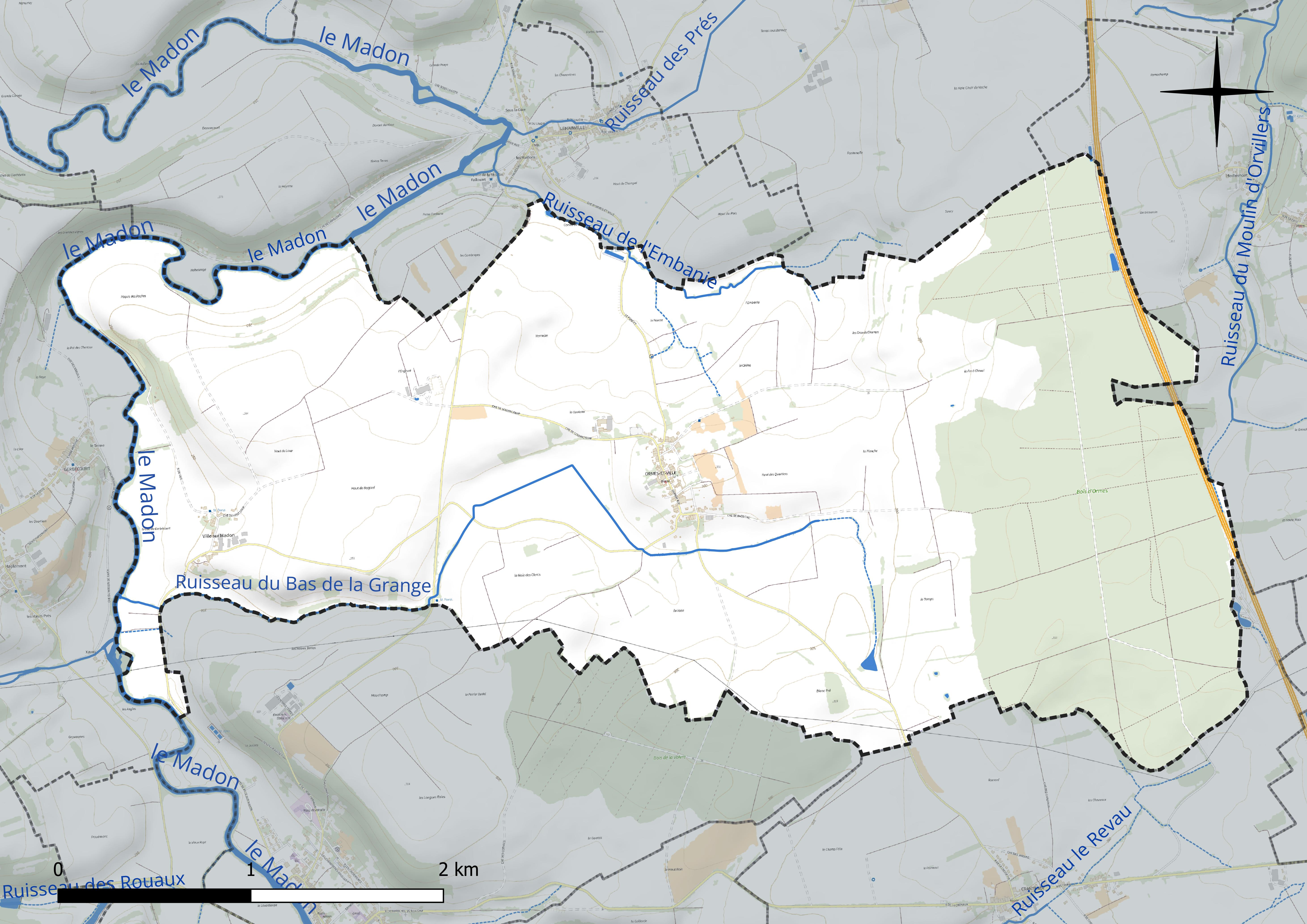
Réseau hydrographique d'Ormes-et-Ville.

### Climat
Pour des articles plus généraux, voir Climat du Grand Est et Climat de Meurthe-et-Moselle.
En 2010, le climat de la commune est de type climat des marges montargnardes, selon une étude du Centre national de la recherche scientifique s'appuyant sur une série de données couvrant la période 1971-2000. En 2020, Météo-France publie une typologie des climats de la France métropolitaine dans laquelle la commune est exposée à un climat semi-continental et est dans la région climatique  Lorraine, plateau de Langres, Morvan, caractérisée par un hiver rude (1,5 °C), des vents modérés et des brouillards fréquents en automne et hiver. 
Pour la période 1971-2000, la température annuelle moyenne est de 9,6 °C, avec une amplitude thermique annuelle de 17,1 °C. Le cumul annuel moyen de précipitations est de 875 mm, avec 12,3 jours de précipitations en janvier et 9,5 jours en juillet. Pour la période 1991-2020, la température moyenne annuelle observée sur la station météorologique de Météo-France la plus proche, « Nancy-Ochey », sur la commune d'Ochey à 22 km à vol d'oiseau, est de 10,5 °C et le cumul annuel moyen de précipitations est de 810,4 mm. 
La température maximale relevée sur cette station est de 39,6 °C, atteinte le 25 juillet 2019 ; la température minimale est de −19,1 °C, atteinte le 12 janvier 1987,,. 
Les paramètres climatiques de la commune ont été estimés pour le milieu du siècle (2041-2070) selon différents scénarios d'émission de gaz à effet de serre à partir des nouvelles projections climatiques de référence DRIAS-2020. Ils sont consultables sur un site dédié publié par Météo-France en novembre 2022.

## Urbanisme

### Typologie
Au 1er janvier 2024, Ormes-et-Ville est catégorisée commune rurale à habitat dispersé, selon la nouvelle grille communale de densité à sept niveaux définie par l'Insee en 2022.
Elle est située hors unité urbaine. Par ailleurs la commune fait partie de l'aire d'attraction de Nancy, dont elle est une commune de la couronne,. Cette aire, qui regroupe 353 communes, est catégorisée dans les aires de 200 000 à moins de 700 000 habitants,.

### Occupation des sols
L'occupation des sols de la commune, telle qu'elle ressort de la base de données européenne d’occupation biophysique des sols Corine Land Cover (CLC), est marquée par l'importance des territoires agricoles (75 % en 2018), une proportion identique à celle de 1990 (75 %). La répartition détaillée en 2018 est la suivante : terres arables (44,7 %), prairies (30,3 %), forêts (25 %). L'évolution de l’occupation des sols de la commune et de ses infrastructures peut être observée sur les différentes représentations cartographiques du territoire : la carte de Cassini (XVIIIe siècle), la carte d'état-major (1820-1866) et les cartes ou photos aériennes de l'IGN pour la période actuelle (1950 à aujourd'hui).

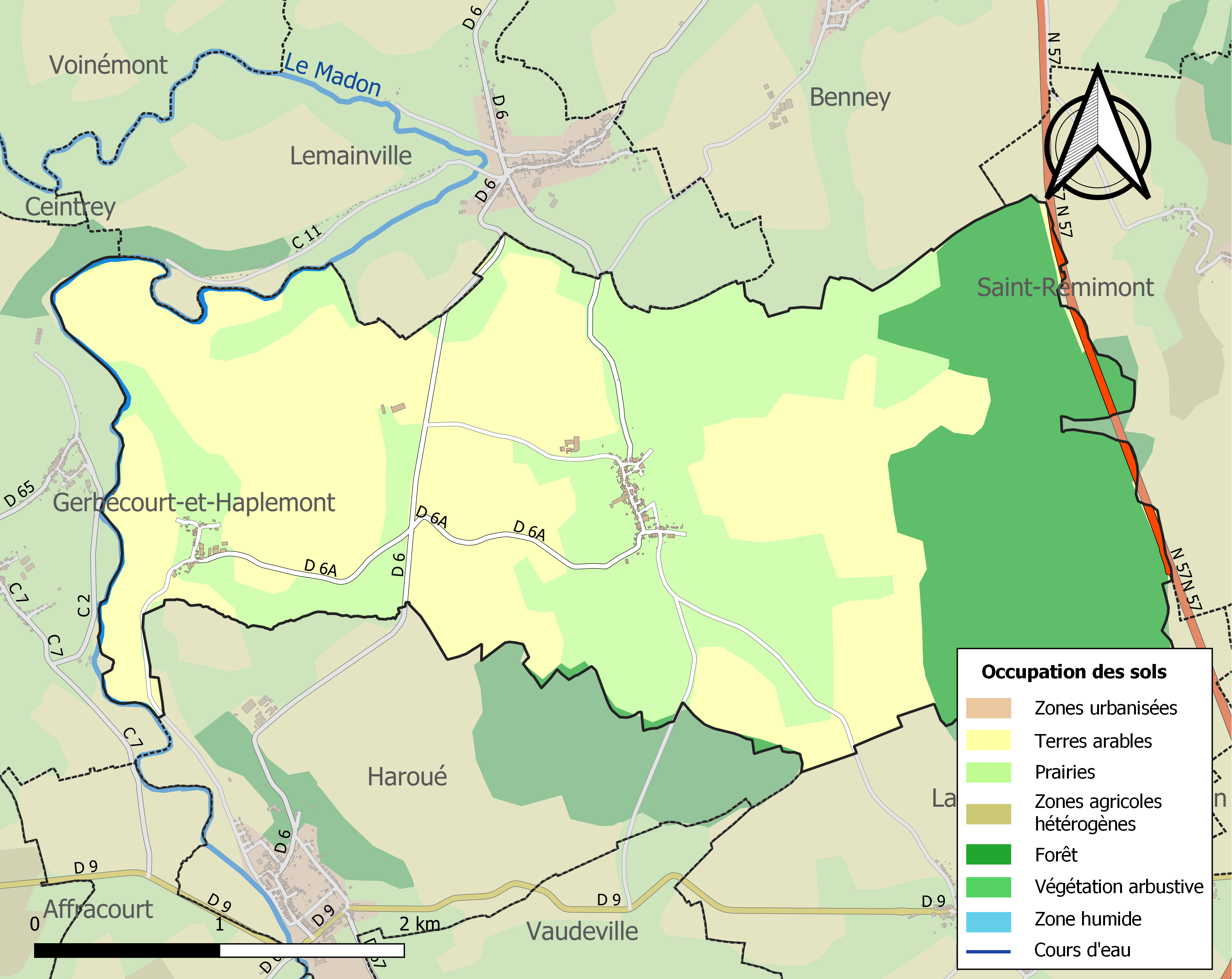
Carte des infrastructures et de l'occupation des sols de la commune en 2018 (CLC).

## Toponymie
Le nom de la localité est attesté sous les formes Allodium de Ulmis (1179) ; Castrum de Ulmis (1229) ; Ourmes (1370) ; Chastellerie d’Ulmes (1399) ; Ourmes (1403) ; Ormes-sur-Madon (1779).

Ormes : Pluriel de l'oïl Orme.
Ville : fait référence à son ancien hameau et seigneurie de la commune, Ville-sur-Madon attesté sous les formes Guerardus de Villa (1178) ; Villa supra Maudum (1240) ; Ville-sur-Maudon (1403) ; Ville-sur-Mauldon (1600), sur le Madon, déterminant de la forme Ormes-sur-Madon en 1779.

## Histoire
- Présence gallo-romaine.
- En 1067, la cure du village fut donnée par Udon, évêque de Toul à l'abbaye de Saint-Epvre de Toul.
- En 1179, la ville d'Ormes fut donnée pour apanage à Ferry de Bitche par le duc Simon, son frère.
- En 1197, le duc Ferry Ier fit bâtir le château et entourer le bourg de murailles. En 1229, Alix, sœur de Ferry ayant renoncé à toutes ses prétentions sur le duché de Lorraine, le duc Mathieu II lui céda le bourg et le fief d'Ormes avec ses appartenances et dépendances.
- En 1242, Ferry III, comte de Linange déclare qu'il est homme-lige du duc Mathieu et en a repris ligement le château d'Ormes et ses dépendances.
- En 1339, Raoul de Lorraine, met aux mains d'Adhémar de Monteil (évêque de Metz), le fief et la châtellenie d'Ormes, tenus par Ferry, pour le posséder jusqu'à ce que le comte ait réparé les dommages faits sur les terres de Fribourg.
- En 1438, Antoine, comte de Vaudémont, ayant appris que les seigneurs lorrains voulaient l'attaquer, marcha sur eux et les défit entre Ormes et Charmes et 8 jours après, il vint brûler les faubourgs d'Ormes.
- La seigneurie d'Ormes fut portée dans la maison de Linange par une princesse de la maison de Lorraine. Elle passa en 1410 dans la maison d'Haraucourt, dont un membre fonda en 1479 un couvent de religieuses hospitalières de Sainte-Elisabeth. L'église fut consacrée par Jean de Sorcy, suffragant de Toul en 1471[18].

Le 1er février 1971, la commune d'Ormes-et-Ville est rattachée à celle de Crantenoy qui devient « Les Mesnils-sur-Madon ». Le 8 avril 1987, la commune d'Ormes-et-Ville est finalement rétablie.

## Politique et administration

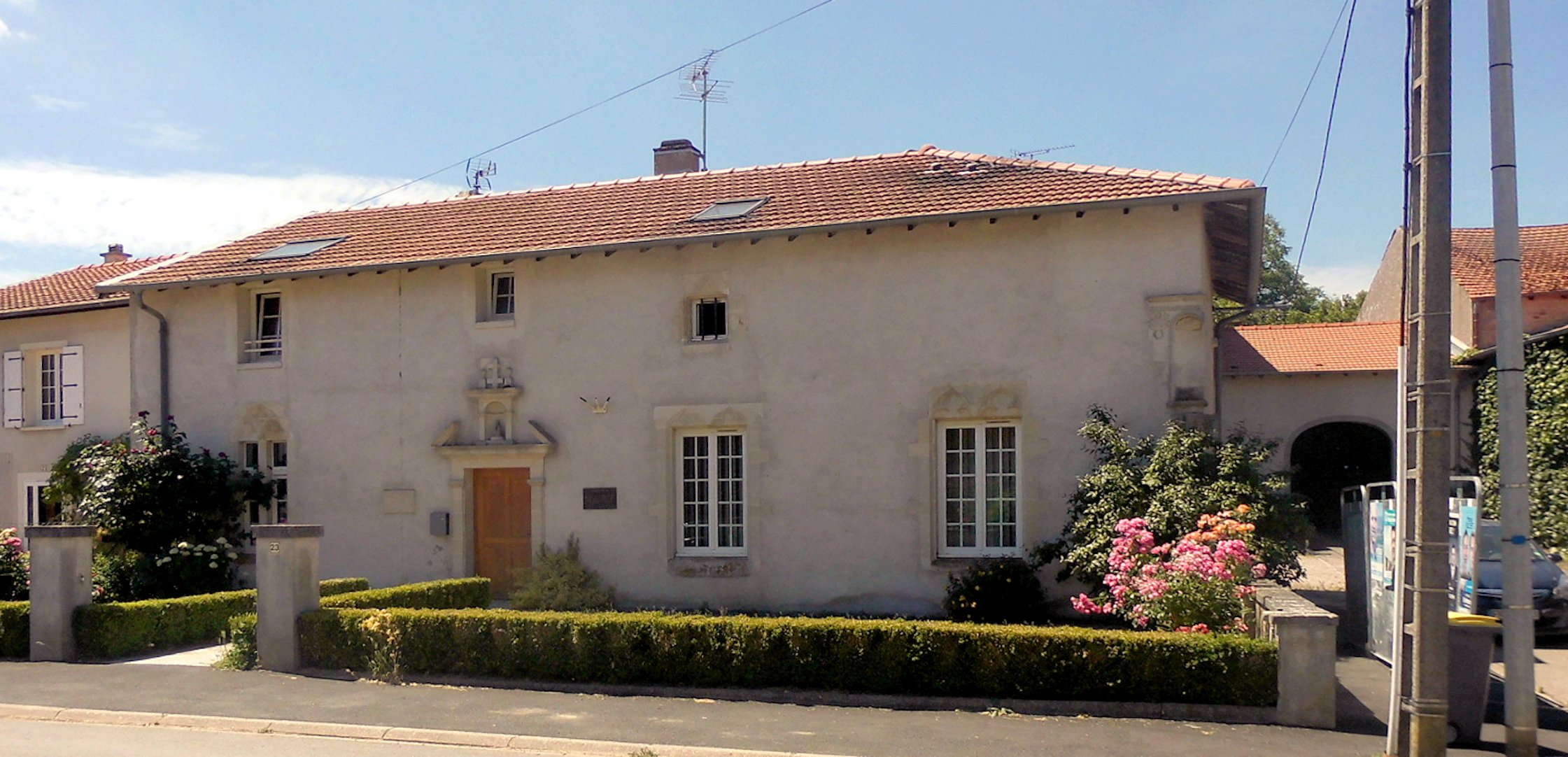
La mairie.

| Période                                  | Période                   | Identité                                        | Étiquette | Qualité                       |
| ---------------------------------------- | ------------------------- | ----------------------------------------------- | --------- | ----------------------------- |
| Les données manquantes sont à compléter. |                           |                                                 |           |                               |
| mars 2001                                | En cours (au 25 mai 2020) | Gilbert Godfroy, Réélu pour le mandat 2020-2026 |           | Ancien agriculteur exploitant |

## Population et société

### Démographie
L'évolution du nombre d'habitants est connue à travers les recensements de la population effectués dans la commune depuis 1793. Pour les communes de moins de 10 000 habitants, une enquête de recensement portant sur toute la population est réalisée tous les cinq ans, les populations de référence des années intermédiaires étant quant à elles estimées par interpolation ou extrapolation. Pour la commune, le premier recensement exhaustif entrant dans le cadre du nouveau dispositif a été réalisé en 2006.

En 2022, la commune comptait 221 habitants, en évolution de −4,33 % par rapport à 2016 (Meurthe-et-Moselle : −0,13 %, France hors Mayotte : +2,11 %).
| 1793 | 1800 | 1806 | 1821 | 1831 | 1836 | 1841 | 1846 | 1851 |
| ---- | ---- | ---- | ---- | ---- | ---- | ---- | ---- | ---- |
| 393  | 366  | 383  | 411  | 420  | 436  | 454  | 475  | 450  |

| 1856 | 1861 | 1872 | 1876 | 1881 | 1886 | 1891 | 1896 | 1901 |
| ---- | ---- | ---- | ---- | ---- | ---- | ---- | ---- | ---- |
| 415  | 401  | 393  | 406  | 414  | 430  | 387  | 350  | 328  |

| 1906 | 1911 | 1921 | 1926 | 1931 | 1936 | 1946 | 1954 | 1962 |
| ---- | ---- | ---- | ---- | ---- | ---- | ---- | ---- | ---- |
| 292  | 251  | 183  | 167  | 168  | 158  | 139  | 139  | 136  |

| 1968 | 1990 | 1999 | 2006 | 2011 | 2016 | 2021 | 2022 | - |
| ---- | ---- | ---- | ---- | ---- | ---- | ---- | ---- | - |
| 105  | 158  | 177  | 234  | 244  | 231  | 220  | 221  | - |

## Culture locale et patrimoine

### Lieux et monuments

#### Édifice civils
- Château d'Ormes, fondé en 1197, fut détruit par le comte de Vaudémont au XVe siècle.
- Maison des Têtes XVIIe / XVIIIe siècles à Ormes. Éléments trouvés lors du creusement des fondations de cette maison vers 1830. Les rectangulaires devaient faire partie d’une fontaine, les bouches laissant passer un goulot.
- Au lieu-dit l'Engève, centre équestre du Poncet.

#### Édifice religieux

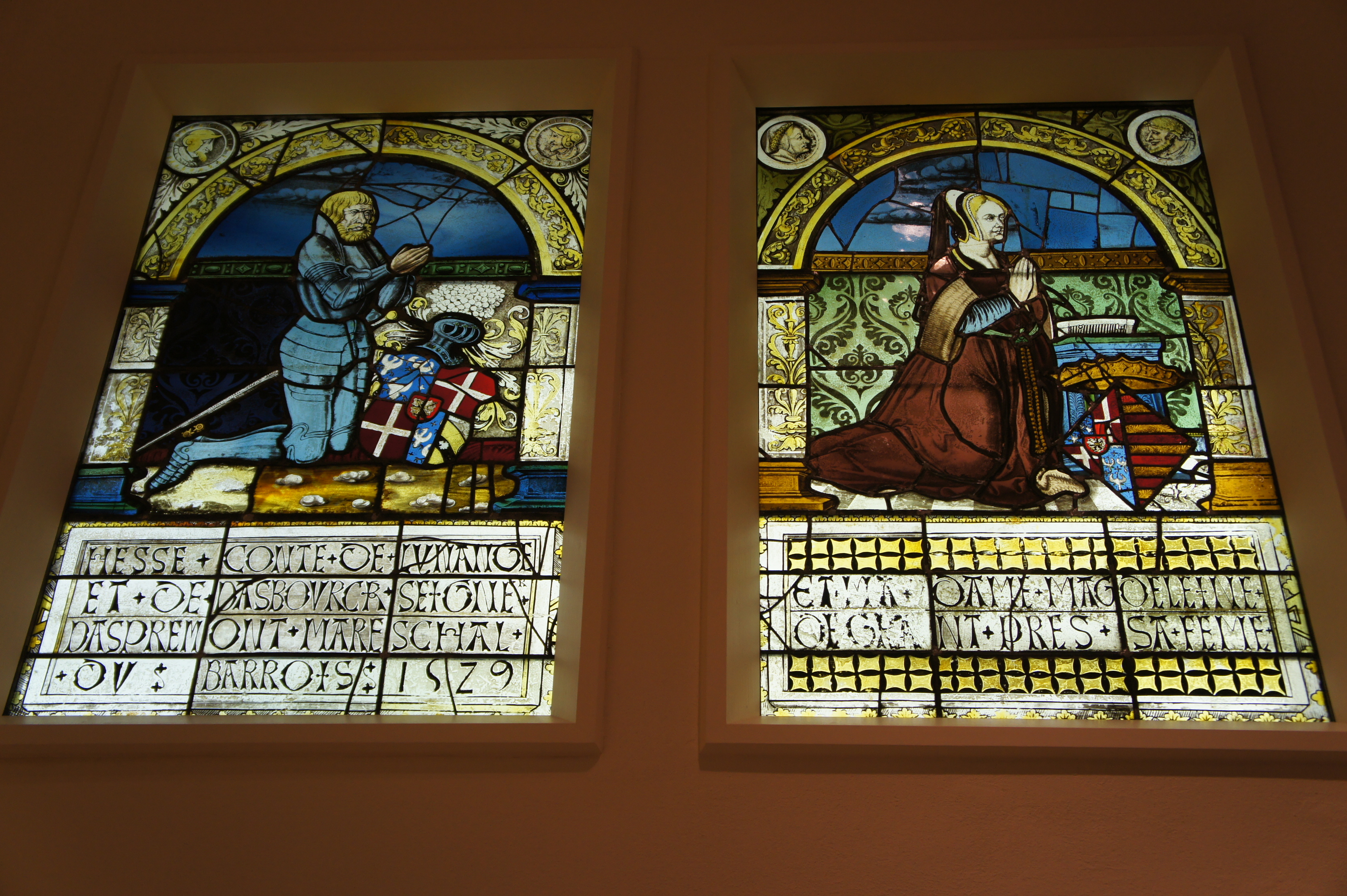
Vitraux d'Ormes-et-Ville au Met.

- Église d'Ormes-et-Ville : tour romane (ancien donjon du château fort), portail gothique flamboyant du XVe siècle ; boiseries ; pietà, tableaux ; la sacristie est l'ancienne chapelle castrale.
- Église conventuelle du XVIe siècle des « Sœurs grises de Saint-François » ; en ruines.
- Les vitraux du XVIe siècle de l'ancienne chapelle castrale sont actuellement au Metropolitan Museum of Art à New York. Après  être passé  par la chapelle du château de Bathelemont près de Dieuze (57).
- Boiseries du chœur style rocaille XVIIIe, autrefois au couvent, classées monuments historiques.

### Héraldique
| Blason de Ormes-et-Ville | Blason  | Blasonnement : d'argent à l'orme de sinople issant d'un mur crénelé, fortifié de deux tours de sable maçonné d'argent. |
| Blason de Ormes-et-Ville | Détails | Le statut officiel du blason reste à déterminer.                                                                       |